# Роже Піго
Роже Піго (ім'я при народженні Роже Поль Луї Піго, фр. Roger Paul Louis Pigot); 8 квітня 1919 , Венсенн, Франція — 24 грудня 1989, Париж, Франція) — французький актор та кінорежисер.

## Життєпис
У 1938 році брав уроки акторської майстерності у Раймона Руло, а наступного року Піго прийняли на навчання до консерваторії, але через війну він змушений був виїхати на південь Франції.
Між 1943 і 1978 роками він зіграв більше ніж у сорока фільмах. Його найвідомішими ролями є Крістіан-Жак в «Сортілях»  (1944), Жак Бекер в «Антуан і Антуанетта»  (1947), Луї Дакен в  «Братах Букенкван» (1948) та роль у «Простій історії Клода Соте» (1978), яка стала його останньою роллю у кіно.
Окрім режисури шести фільмів, він також грав у театрі.
Був одруженим із Бетсі Блер, а пізніше з Жоель Бернар.

## Вибрана фільмографія
- Flashback (1943) — Маврикій
- Історія кохання (1943) — Фаб'єн Марані
- Сутінки (1944) — невелика роль (в титрах не указаний)
- Гість за одинадцяту годину (1945) — доктор Ремі Ламберт
- Дзвонар (1945) — Камінь
- Вбивця не винен (1946) — Роже Піго (в титрах не указаний)
- Морська троянда (1946) — Джером
- Нічне попередження (1946) — Камінь
- Брати Букінван (1947) — П'єр Букінван
- Антуан і Антуанетта (1947) — Антуан Мулен
- Засуджені (1948) — Доктор Обертін
- Нічний експрес (1948) — Роберт
- Бійки (1948) — Антуан
- Vire-vent (1949) — Поль Шапус
- Картридж, король Парижа (1950) — Луї Домінік Бургіньон
- Посмішка під час шторму (1950) — Франсуа Мерсьє
- Шкіра людини (1951) — Бернард Лендрі
- Будинок на дюні (1952) — Сільвен
- Агонія орлів (1952) — Montander
- Білява циганка (1953) — Антуан
- Граф Монте-Крісто (1954) — Фернан де Морсерф
- Теодора, рабиня-імператриця (1954) — Андрес
- Коханці Манон Леско (1954) — Lescaut
- Наполеон (1955) — маркіз Коленкур
- Світло через вулицю (1955) — П'єтрі
- Найпрекрасніше життя (1956) — Ів Карльє
- Конга Йо (1962) — Жорж
- Я вбив Распутіна (1967) — Пурішкевич
- Неприборкана Анжеліка (1967) — маркіз Ескренвіль
- Анжеліка і султан (1968) — маркіз Ескренвіль
- Майєрлінг (1968) — граф Каролі
- Кетрін (1969) — великий констебль Гарін
- Три мільярди без ліфта (1972, режисер)
- Проста історія (1978) — Джером